# リテラチュア
「リテラチュア」は、日本の声優・歌手である上田麗奈の楽曲。作詞・作曲はRIRIKO、編曲は伊藤賢が担当している。上田の2枚目のシングルとして2020年10月21日にバンダイナムコアーツより発売された。

## 概要
テレビアニメ『魔女の旅々』のオープニングテーマに起用された。
アニメの主人公・イレイナの「出会いと別れの文学」で成長していくというテーマに沿った歌づくりを目指して制作されており、「キラキラしすぎず」軽やかであるが、重みがある歌に仕上げている。
少女から女性へと少しずつ変わっていくイレイナの様子が描かれており、1番と2番以降にニュアンスの違いが強調されている。
オープニングテーマとして広く聴かれることになる1番のみピッチを調整しており、2番においては意図的に調整を行わず素顔の部分を表現している。上田は、本作がイレイナに寄り添ったものであるという点においては、限りなくキャラクターソングに近いものとなっているとしている。
カップリング1曲目の「花の雨」は上田が作詞、Chimaが作曲したものであり、リテラチュアの「出会いと別れ」のテーマを引き継いだ、カントリー・ポップとなっており、上田の寿退社した元マネージャーへ贈った曲であり、「結婚おめでとう」のメッセージも込められている。
「花の雨」では、有志から写真を募るファン参加型MVプロジェクトを開催された。
2曲目のカップリング曲「たより」は、作詞・作曲ともChimaが手がけたものであり、上田が「マネージャーさんへの思いを伝えたい」とChimaにリクエストしたところ、「花の雨」と2曲提示され、上田がいずれも気に入ったため、ディレクターと相談し2曲とも収録されることとなったという。こちらはアーティスト盤のみの収録となっている。
ディスクジャケットやブックレットの衣装、セット、ポージングは、イレイナの見た目に近い雰囲気の色を取り入れられており、マジックアワーに撮影する工夫もなされている。

## シングル収録曲
| #         | タイトル         | 作詞      | 作曲      | 編曲             | 時間  |
| --------- | ---------------- | --------- | --------- | ---------------- | ----- |
| 1.        | 「リテラチュア」 | RIRIKO    | RIRIKO    | 伊藤賢           | 4:02  |
| 2.        | 「花の雨」       | 上田麗奈  | Chima     | 永見行崇 、Chima | 3:54  |
| 3.        | 「たより」       | Chima     | Chima     | 永見行崇 、Chima | 2:41  |
| 合計時間: | 合計時間:        | 合計時間: | 合計時間: | 合計時間:        | 10:37 |

「たより」はアーティスト盤のみの収録曲。

## チャート
| チャート                                | 最高 順位 | 出典  |
| --------------------------------------- | --------- | ----- |
| 日本・オリコン 週間CDシングルランキング | 5         | [ 2 ] |
| Billboard Japan Hot 100                 | 90        | [ 3 ] |
| Billboard Japan Hot Animation           | 4         | [ 7 ] |
| Billboard Japan Hot Singles Sales       | 11        | [ 8 ] |

## 脚註
1. 1 2  “リテラチュア”.  タワーレコード. 2020年12月5日閲覧。
2. 1 2  “リテラチュア｜上田麗奈”. ORICON STYLE.   株式会社oricon ME. 2020年12月15日閲覧。
3. 1 2  “Billboard Japan Hot 100 2020/11/02 付け”. Billboard Japan.  阪神コンテンツリンク. 2020年12月15日閲覧。
4. 1 2 3 4  須藤輝 (2020年10月2日). “上田麗奈｜1人きりの戦いを終わらせて生み出した「リテラチュア」”. 音楽ナタリー.   ナターシャ. 2020年12月20日閲覧。
5. 1 2 3 4 5  “上田麗奈さん2ndシングル「リテラチュア」発売記念インタビュー｜表題曲のテーマや注目ポイントからレコーディングやジャケット撮影に関するお話など2ndシングルがまるっとわかる内容に！”. animate TIMES (2020年10月10日). 2020年12月20日閲覧。
6. ↑   “「魔女の旅々」リレーインタビュー　OPアーティスト・上田麗奈「『リテラチュア』は物語を紡ぐように歌いました！」”. web Newtype.   KADOKAWA (2020年10月31日). 2020年12月20日閲覧。
7. ↑  “Billboard Japan Hot Animation 2020/11/02 付け”. Billboard JAPAN.   阪神コンテンツリンク. 2020年12月15日閲覧。
8. ↑  “Billboard Japan Hot Singles Sales 2020/11/02 付け”. Billboard JAPAN.   阪神コンテンツリンク. 2020年12月15日閲覧。